# Confetti Mario Pelino
Confetti Mario Pelino est une entreprise artisanale italienne de l'industrie agroalimentaire. Elle a toujours été détenue et dirigée par les descendants du fondateur, Bernardino Pelino. Fondée en 1783 et encore en activité en 2009.

## Métier
Elle est spécialisée dans la fabrication de bonbons en sucre tels que des dragées.